# Сузана Манчић
Сузана Манчић (Београд, 22. новембар 1956) српска је певачица, глумица и телевизијска водитељка.

## Биографија
Каријеру је започела песмом Огледалце, огледалце са непуних 18 година. Касније се опробала као водитељица забавних емисија. Дуго година је водила ТВ емисију где су се извлачиле добитне лото-комбинације; због тога је добила надимак „Лото девојка”.
Деведесетих година је учествовала у путујућој хумористичко-еротској позоришној представи Секплозија. Позирала је за часопис Плејбој.
Написала је 2012. године аутобиографску књигу Неукротиво срце.

## Уметнички допринос

### Музика
Дискографија
- Окрени мој број (1983)
- Имаш среће што те волим (1987)
- Не куни ме мати (1989)
- Олуја (2004)

## Улоге
Као познато лице појављивала се у више филмова (није тумачила ликове у већини тих уметничких дела).
| Год.       | Назив                                  | Улога                  |
| ---------- | -------------------------------------- | ---------------------- |
| 1970-е     |                                        |                        |
| 1977.      | Гледајући телевизију (ТВ серија)       |                        |
| 1977.      | Част ми је позвати вас (ТВ серија)     | Сузана                 |
| 1977.      | Професионалци (ТВ серија)              |                        |
| 1980-е     |                                        |                        |
| 1980.      | Седам плус седам (ТВ серија)           | Сузана                 |
| 1984.      | Формула 1 (серија)                     |                        |
| 1985.      | Хумористички клуб                      |                        |
| 1985.      | Жикина династија                       | девојка у ауту         |
| 1985.      | Навијач                                | Лидија Бауер           |
| 1985.      | Ћао, инспекторе                        | стоперка               |
| 1986.      | Излет                                  |                        |
| 1986.      | Добро вече џезери                      |                        |
| 1987.      | Југовизија                             | Сузана Манчић          |
| 1989.      | Специјална редакција (ТВ серија)       | Зулфија Хаџи-Османовић |
| 2000-е     |                                        |                        |
| 2002.      | Хотел са 7 звездица (ТВ серија)        |                        |
| 2007—2017. | Село гори, а баба се чешља (ТВ серија) | Светлана               |
| 2010-е     |                                        |                        |
| 2011.      | Нова Година у Петловцу                 | Светлана               |
| 2015.      | Звездара (ТВ серија)                   | Мадам Бланс            |
| 2017.      | Синђелићи (ТВ серија)                  | апотекарска Нина       |
| 2018.      | Шифра Деспот (ТВ серија)               | Наташа                 |

## Фестивали
Омладина, Суботица:
- Сећање, ’76

Хит лета:
- Огледалце, огледалце, ’77

Југословенски избор за Евросонг:
- Време нежности, једанаесто место, Београд ’87

Хит парада, Београд:
- Пукла тиква на два дела, ’87

МЕСАМ:
- Лептирица, ’88